# Carole Caldwell Graebner
Carole Graebner, coniugata Caldwell (Pittsburgh, 24 giugno 1943 – New York, 19 novembre 2008), è stata una tennista e dirigente sportiva statunitense.

## Biografia
Nata a Pittsburgh, in Pennsylvania, nel 1943, Graebner crebbe a Santa Monica, in California; nel 1964 sposò il collega Clark Graebner iniziando ad usare il doppio cognome durante le competizioni.
La coppia ebbe due figli, Cameron e Clark Edward, prima di divorziare.
Morì di cancro il 19 novembre 2008 a New York.

## Carriera
In singolare il suo miglior risultato fu la finale degli U.S. National Championships 1964, persa contro la brasiliana Maria Bueno, dopo essersi procurata durante la semifinale ustioni di secondo grado su volto e braccia.
Da doppista vinse due titoli dello Slam consecutivi in coppia con Nancy Richey, a New York 1965 e Sydney 1966.
Rappresentò gli Stati Uniti in Federation Cup in 13 incontri con undici vittorie e due tornei conquistati, nel 1963 battendo l'Australia nella finale londinese della prima edizione del torneo e nel 1966 contro la Germania Ovest nella finale che si disputò a Torino.

## Statistiche

### Doppio

#### Vittorie (4)
| No. | Data | Torneo                                | Superficie | Compagna         | Avversarie in finale               | Punteggio |
| --- | ---- | ------------------------------------- | ---------- | ---------------- | ---------------------------------- | --------- |
| 1.  | 1960 | US Hardcourt Championships, La Jolla  | Cemento    | Katherine Chabot |                                    |           |
| 2.  | 1961 | Cincinnati Masters, Cincinnati        | Cemento    | Cathie Gagel     | Lynn Haines Peachy Kellmeyer       | 6–4, 8–6  |
| 3.  | 1965 | U.S. National Championships, New York | Erba       | Nancy Richey     | Billie Jean King Karen Hantze      | 6-4, 6-4  |
| 4.  | 1966 | Australian Championships, Sydney      | Erba       | Nancy Richey     | Margaret Smith Court Lesley Turner | 6-4, 7–5  |